# 小行星4464
小行星4464（英語：4464 Vulcano）是一颗围绕太阳公转的小行星。1966年10月11日，尼古拉·切爾尼赫在克里米亚发现了此天体。
这颗小行星的绝对星等为314.22486等。